# Ga-Dangme
Ga-Dangme – grupa etniczna zamieszkująca głównie Ghanę (7% populacji) i w mniejszej ilości sąsiednie Togo i Benin. Posługują się językiem ga-dangme, z grupy językowej kwa.
Współcześnie Ga-Dangme są rolnikami, uprawiając głównie maniok, ignam, kukurydzę, banany, kakao, olej palmowy i proso.